# R.A.F. Penrose, Jr.
Richard Alexander Fullerton Penrose, Jr. (17 december 1863 – 31 juli 1931), beter bekend gedurende zijn carrière als RAF Penrose Jr., was een Amerikaanse mijnbouwgeoloog en ondernemer.
Hij kwam uit een vooraanstaande familie uit Philadelphia van Britse afkomst. Zijn broers waren de Amerikaanse senator Boies Penrose, mijningenieur Spencer Penrose en gynaecoloog Charles Bingham Penrose, en zijn grootvader was de Amerikaanse politicus Charles B. Penrose. De Penrose-medaille is te zijner gedachtenis naar hem vernoemd.